# トレッド
トレッド(tread)とは、車両における左右の車輪の接地中心間の距離のこと。輪距ともいう。

## 概要
4輪自動車の場合は、フロントトレッド、リアトレッドと表記されることがあり、単位は mmやインチ で表示されることが多い。
ホイールベース（軸距）とのバランスが重要だが、一般的に広いほうがコーナリング性能と小回り性が向上する。

## ホイールベースとの基準の違い
ホイールベースが車輪の中心（ホイールセンター）を基準に定義されているのに対し、トレッドの方は接地中心が基準となっている。